# 伊比拉卡图
伊比拉卡图是巴西米纳斯吉拉斯州的一个市镇。总面积359.22平方公里，总人口5898人，人口密度16.4人/平方公里。